# Fimbristylis thomsonii
Fimbristylis thomsonii är en halvgräsart som beskrevs av Johann Otto Boeckeler. Fimbristylis thomsonii ingår i släktet Fimbristylis och familjen halvgräs. Inga underarter finns listade i Catalogue of Life.